# 櫻井紗季
櫻井 紗季（さくらい さき、1997年〈平成9年〉3月8日 - ）は、日本の歌手、ファッションモデル、女優。女性アイドルグループ・東京パフォーマンスドールの元メンバー。
山口県出身。キューブ所属。

## 略歴
2013年、約17年ぶりに再始動する新生東京パフォーマンスドールのメンバーの1人に全国8,800人の応募者の中から選出され、同年6月にステージデビュー。
2017年4月よりNHK Eテレ『俳句さく咲く！』に出演。2021年3月までレギュラーを務め、同年より放送の『NHK俳句部』も含め5年にわたり出演した。
2017年9月より行われた、NYLON×SHOWROOM運営事務局主催の『雑誌「NYLON JAPAN」モデルオーディション』にNYLON枠で参加。同年11月に最終審査でグランプリを受賞し、2018年4月号にモデルとして誌面掲載された。
2019年5月、初舞台となった『赤と黒 サムライ・魂』で桜蘭楼の芸者「市松」を演じ、同年8月には、音楽劇『トムとジェリー 夢よもう一度』に出演した。

## 人物
趣味はメイク、スイーツ食べ巡り（スイーツコンシェルジュ資格取得）、プラネタリウム、映画鑑賞。
特技は洗濯早たたみ、前髪セット。

## 出演

### テレビ番組
- 音流〜On Ryu〜（2017年1月7日[14]・14日[15]・21日[16]・28日[17]、テレビ東京）[注釈 2]
- 俳句さく咲く！（2017年4月23日 - 2021年3月28日、NHK Eテレ）[注釈 3][4][6]
- 全力坂（2019年11月6日[18]・15日[19]、テレビ朝日）
- BeauTV〜VoCE（2020年4月11日[20]・18日[21]・5月9日[22]、テレビ朝日）
- NHK俳句（2021年4月 - 2022年3月、NHK Eテレ）[注釈 4][7][23]
- クイズ1ミニッツ（2022年8月22日・25日・29日・9月1日、TBS）

### テレビドラマ
- 文学処女 第2話（2018年9月17日、MBS・TBS）[24]

### 映画
- 私の見た世界（2025年7月26日、トライアングルCプロジェクト）[25]

### 舞台
- 赤と黒 サムライ・魂（2019年5月25日 - 31日、東京国際フォーラムホールC / 6月5日 - 9日、COOL JAPAN PARK OSAKATTホール / 6月21日、東海市芸術劇場） - 桜蘭楼の芸者 市松 役[12][26]
- 音楽劇「トムとジェリー 夢よもう一度」（2019年8月3日 - 11日、御園座 / 9月12日 - 16日、Bunkamuraオーチャードホール / 10月17日 - 20日、クールジャパンパーク大阪WWホール） - ミカエル 役[13][27]
- 朗読劇 きくえのもとぐりむ 第3回「コインランドリーカタルシス」（2020年3月6日 - 10日、新宿眼科画廊スペース地下）[28]
- 劇団空白ゲノム 染色体パレード 鏡映パンデミック（DVD公演） - わたし 役[29][30]
- 劇団皇帝ケチャップ 本公演 第10回「春に思い出す、夏の君はもう遠く」（2020年9月9日 - 13日、シアターKASSAI） - ミカコ 役[31]
- 朗読劇「雨恋ミント inspired by wacci＂足りない＂」（2020年12月26日・27日、下北沢ザ・スズナリ）[32]
- NanaProduce Vol.13「追憶」（2021年1月20日 - 24日、サンモールスタジオ） - 主演・真山さくら 役（罰チーム）[33]
- πTOKYOプロデュース公演 朗読劇「記憶観覧車」（2021年4月16日 - 21日、πTOKYO） - 小山響子 役[34]
- 宮崎理奈プロデュース Vol.3「オフィスの国のアリス」（2021年5月5日 - 9日、CBGKシブゲキ!!）[35]
- πTOKYOプロデュース 朝の朗読会「帰れないふたり」（2021年6月21日 - 7月4日、πTOKYO）[36]
- おおばかもの〜メレンゲとわすれもの〜（2021年11月17日 - 21日、草月ホール） - 山下楓 役[37]
- 朗読劇「誰も聞かないラジオの流れるカフェでのお話」（2022年1月19日 - 23日、高島平バルスタジオ）[38]
- キ上の空論 #15「朱の人」（2022年4月13日 - 17日、本多劇場）[39]
- 劇団皇帝ケチャップ 第13回本公演「選ばれるのはいつだって一人なんだから」（2022年5月11日 - 15日、シアターKASSAI） - 主演・高里史緒里 役[40]
- ENG第15回公演「ロスト花婿」（2022年6月8日 - 12日、六行会ホール）[41]

### 雑誌
- 週刊ヤングジャンプ（集英社）
  - 2015年 No.8号（2015年1月22日発売） - 巻末グラビア[注釈 5][42]
- honcierge（ホンシェルジュ）: マンガとアイドル（東京カレンダー）
  - 東京カレンダー2016年7月号増刊（2016年6月20日発売）- 対談：櫻井紗季＋小林晏夕 東京パフォーマンスドール feat. 藍[43]
- グラビアザテレビジョン（KADOKAWA/角川マガジンズ）
  - vol.46（2016年7月29日発売）[44]
- B.L.T.（東京ニュース通信社）
  - 2016年9月号（2016年7月23日発売）[45]
  - 2016年11月号（2016年9月24日発売）[46]
- TVステーション（ダイヤモンド社）
  - 2017年3号（2017年1月18日）[注釈 6][47]
- Top Yell（竹書房）
  - 2017年1月号（2016年12月6日発売）[注釈 7][48]
- 月刊HiVi（ステレオサウンド）
  - 2017年4月号（2017年3月17日発売）[49]
- NYLON JAPAN（NYLON JAPAN）
  - 2018年4月号（2018年2月28日発売）[11]
- ザテレビジョン（KADOKAWA）
  - 2018年8/31号（2018年8月22日発売）[50]
- NHK俳句（NHK出版）
  - 2021年9月号（2021年8月20日発売）[51]

### WEB連載
- Jumpei Yamada「illusionism」2nd season Vol.1──櫻井 紗季（東京パフォーマンスドール）（2018年12月14日）[52]
- 鈴木太郎のコーヒー講座 | mono×Vlog（mono ONLIVE）[53]

### ネット配信
- 東京パフォーマンスドールの「シブヤ SECRET BASE」（2015年1月21日 - 2016年5月20日、SHOWROOM） - 櫻イサキ 役（MC）
- 櫻井紗季とTPDのガチンコキンク（金9）道場！（2016年6月3日 - 2017年7月14日、SHOWROOM） - MC。2016年6月17日の配信で、スイーツコンシェルジュ合格を発表[54]
- 朗読ソフレ - みんなきてね！第37夜はTPD櫻井紗季！（2017年1月10日、LINE LIVE）[55]
- 毎月1日は櫻井紗季と映画を語ろっ♪（2018年6月1日 - 、LINE LIVE） - 毎月1日LINE LIVE配信[56]
- WIQOMEDIAN 浅井企画チャンネル（2019年5月28日 - 、YouTube） - OL「ゆとりちゃん」役[57]
  - #5 デジタルを否定する上司と闘うゆとリーマン、ペッパーボーイズ編[58]、男スペシャル編[59]、マリオネットブラザーズ編[60]、インデペンデンスデイ編[61]
  - #6 話がわかる風上司と闘うゆとリーマン、男スペシャル編[62]、インデペンデンスデイ編[63]、ペッパーボーイズ編[64]、マリオネットブラザーズ編[65]

### MV
- somei「Another Complex」（2023年11月）

### イベント
- 奥の細道紀行330年 記念シンポジウム in おおがき（2019年6月1日、大垣市総合福祉会館 5階 ホール）[注釈 8][66]
- 森岡悠ファンクラブイベント 2部 10年来のお友達SAKIと初めての2人イベント 2 VALENTINE EVENT WITH SAKI（2023年2月18日、恵比寿ガーデンプレイスタワー13F）

### ECモデル
- D.R.G.N（2020年6月 - ）[67]

## 書籍
- 俳句&写真集「三月の瞳に赤き花一輪」（2021年2月14日）[6][68][69]